# Ioan al II-lea de Salerno
Ioan al II-lea (d. între 994 și 998), supranumit cel Blestemat (Maledictus), a fost principe longobard de Salerno de la 983 la 994.
Ioan era fiul lui Lampert de Spoleto, devenind comite al palatului din Salerno din 980, poziție din care a acționat ca regent pentru principele Pandulf al II-lea. El a fost alungat odată cu Pandulf ca urmare a intervenției ducelui de Amalfi, Manso I, în 981. Domnia conducătorului amalfitan și a fiului acestuia, Ioan I a fost una opresivă, drept pentru care populația din Salerno s-a răsculat și l-a ales pe Ioan ca principe din 983, alungându-l pe Manso.
Ioan al II-lea a încercat, prin numirea scribului său personal Toto ca avocat, să controleze mănăstirea lui San Massimo și averea acesteia, însă tentativa a eșuat. Alături de soția sa Sichelgaita, a întemeiat Santa Maria de Domno, pe care a pus-o sub sub autoritatea directă a arhidiecezei de Salerno.
În ianuarie 984, Ioan l-a asociat la conducere pe fiul său Guido, însă acesta a murit în 988.  Între ianuarie și martie 989, el l-a asociat pe cel de al doilea fiu, Guaimar, care i-a și succedat. Alți fii ai săi au fost Pandulf, Lambert, Ioan și Petru.
Potrivit unei legende consemnate de Petru Damiani, a avut loc o erupție a Vezuviului, în legătură cu care Ioan al II-lea ar fi exclamat că este cert că ar fi fost vorba de o piază rea prevestind moartea unui om bogat care va sfârși în iad. În chiar ziua următoare, Ioan ar fi fost găsit mort, în brațele unei prostituate. Probabil că această legendă a lui Damiani ar fi stat la baza supranumelui său de "cel Blestemat".